# Стоун, Ричард (политик)
Ричард Бернард Стоун (англ. Richard Bernard Stone; 22 сентября 1928, Бруклин, Нью-Йорк — 28 июля 2019, Роквилл, Мэриленд) — американский политик и дипломат, сенатор США от Флориды (1975—1980), посол по особым поручениям и специальный посланник президента США в Центральной Америке (1983—1984), посол США в Дании (1991—1993).

## Биография
Ричард Стоун родился 22 сентября 1928 года в Бруклине (Нью-Йорк). В раннем возрасте вместе с семьёй переехал в Майами-Бич (округ Дейд, штат Флорида), там же учился в школе. В 1949 году окончил Гарвардский университет (Кембридж, Массачусетс), получив степень бакалавра искусств (B.A.). Затем он продолжил своё обучение в юридической школе Колумбийского университета (Нью-Йорк), окончив её в 1954 году со степенью бакалавра права (LL.B.).
В 1955 году Стоун начал заниматься юридической практикой во Флориде, в 1966 году стал адвокатом города Майами. С этого времени началась политическая карьера Стоуна — в 1967—1970 годах он был членом сената Флориды, а в 1970—1974 годах — секретарём штата Флорида.
В ноябре 1974 года Ричард Стоун участвовал в выборах сенатора США от Флориды, на которых ему удалось победить кандидата от республиканской партии Джека Экерда (Стоун набрал 43,38 %, а Экерд — 40,91 % голосов). Срок работы в качестве сенатора начался в январе 1975 года. Стоун принимал участие в работе Комитета Сената по международным отношениям. В частности, он старался содействовать этническим кубинцам, многие из которых проживали на территории Флориды, и способствовал выделению 100 млн долларов, направленных на помощь беженцам с Кубы. Кроме этого, Стоун был председателем подкомитета по проблемам Ближнего Востока, оказывая поддержку интересам Израиля в этом регионе. В 1980 году, во время следующей кампании по выборам сенатора от Флориды, Стоуну не удалось стать кандидатом от демократической партии — в решающем голосовании он проиграл Биллу Гантеру.
28 апреля 1983 года президент США Рональд Рейган объявил о своём намерении назначить Ричарда Стоуна послом по особым поручениям и специальным посланником президента в Центральной Америке. Окончательное решение о назначении Стоуна было принято 26 мая 1983 года. В этой должности он участвовал в переговорах с представителями центральноамериканских стран, направленных на урегулирование ситуации в регионе и, в частности, на достижение мира в Сальвадоре. Стоун проработал на этом посту до марта 1984 года.
9 ноября 1991 года президент США Джордж Буш-старший объявил о намерении назначить Ричарда Стоуна на пост чрезвычайного и полномочного посла США в Дании. 21 ноября 1991 года Сенат США подтвердил назначение Стоуна. Он вручил верительные грамоты 10 февраля 1992 года и работал послом до 14 октября 1993 года.
Ричард Стоун скончался 28 июля 2019 года в Роквилле (штат Мэриленд). Он был похоронен на кладбище «King David Memorial Gardens», расположенном в округе Фэрфакс, рядом с Фолс-Черч (штат Виргиния).